# Richardt Børgesen
Richardt Reimers Børgesen (født 11. november 1894 i Hillerød, død 30. oktober 1967 i Hillerød) var socialdemokratisk borgmester i Hillerød 1950-1958.
Da Richardt Børgesen var 7 år gammel, døde hans far, tømrer Peder Børgesen (1852-1902), hvorefter moderen, Marie (1858-1944), stod alene med to sønner. Hun ernærede sig ved rørvævning, og den ældste søn, Laurits (født 1886), kom godt i vej som maskinarbejder.
Richardt Børgesen blev arbejdsmand og blev snart fagligt aktiv. 1925-1933 var han formand for Arbejdsmændenes Fagforening i Hillerød, hvorefter han fra 1933 og frem var redaktør af Arbejdsmændenes Fagblad, og fra 1944 forbundssekretær i Dansk Arbejdsmands Forbund.
Samtidig gik Richardt Børgesen ind i kommunalpolitik i Hillerød og var 1929-1933 medlem af ligningskommissionen og blev i 1933 valgt ind i Hillerød byråd for Socialdemokratiet og var borgmester 1950-1958. Han var formand for børneværnet 1946-1958, og han var medlem af tilsynsrådet for Frederiksborg Amts Spare- og Laanekasse og af bestyrelsen for Hillerød-Frederiksværk-Hundested Jernbaneselskab A/S.
Richardt Børgesen sad i byrådet indtil 1966; i perioden 1958-1961 som 2. viceborgmester.
Han huskedes som "et elskeligt menneske med stor humanistisk bredde" (Vibeke Dalgas, byplanarkitekt).